# Astronesthes karsteni
Astronesthes karsteni es una especie de pez de la familia Stomiidae en el orden de los Stomiiformes.

## Hábitat
Es un pez de mar y de aguas profundas que hasta 460 entre m de profundidad.

## Distribución geográfica
Se encuentra en el  Atlántico oriental central (19 ° 11'N, 21 ° 58'W).